# Heinz Schimmelpfennig (Jurist)
Heinz Schimmelpfennig (* 12. März 1905 in Arys, Masuren; † 1. Dezember 1983 in Frankfurt am Main) war ein deutscher Verwaltungsjurist.

## Leben
Vater und Großvater von Schimmelpfennig waren Richter am Oberlandesgericht Königsberg. Nach dem Abitur am Altstädtischen Gymnasium studierte Heinz Schimmelpfennig an der Albertus-Universität Rechtswissenschaft. Wie sein Vater und Großvater wurde er im Sommersemester 1923 im Corps Masovia aktiv. Mit einer rechts- und staatswissenschaftlichen Doktorarbeit über die Clausula rebus sic stantibus wurde er 1929 zum Dr. jur. promoviert. Nach den Examen trat er in die Provinzialverwaltung Ostpreußen. Am Zweiten Weltkrieg nahm er als Hauptmann der Panzertruppe teil. Bis 1945 war er unter Reinhart Bezzenberger Landesrat in Königsberg (Preußen). In der Nachkriegszeit kam er über Stuttgart und Heidelberg nach Mannheim. Dort wurde er Direktor der Großhandels- und Lagerei-Berufsgenossenschaft. Am 25. August 1972 (wohl zur Pensionierung) erhielt er das Große Bundesverdienstkreuz. Nach der Pensionierung übersiedelte er mit seiner Frau nach Frankfurt.